# OiNK
OiNK.cd è stato un tracker di BitTorrent ad accesso riservato, attivo tra il 2004 e il 2007, e al centro di un caso giudiziario intentato dall'industria fonografica per pirateria digitale, terminato nel 2010 con la piena assoluzione del sito e del suo amministratore.

## La vicenda giudiziaria
Dopo indagini internazionali da parte di International Federation of the Phonographic Industry (IFPI) e di British Phonographic Industry (BPI), nell'ottobre 2007 il sito fu chiuso dalla polizia britannica e olandese. OiNK permetteva la circolazione di file audio di opere anche appena distribuite o addirittura prima ancora del lancio ufficiale, tanto che la stessa IFPI lo definì «the world's largest pre-release pirate music site» ("il più grande sito pirata pre-release del mondo"). Venne arrestato l'amministratore del sito, l'allora ventiquattrenne Allan Ellis, che aveva sostenuto di operare esattamente come Google, mentre le 200 000 sterline rinvenuto sul suo conto Paypal venivano giustificate come donazioni per il solo mantenimento del sito.
Nonostante si fosse puntato a OiNK come nodo nevralgico della circolazione di contenuti in anteprima, The Pirate Bay annunciò la nascita di un tracker dalle funzioni simili al sito appena chiuso mentre veniva diffusa una lista di altri siti succedanei.
Le accuse vennero formalizzate nei confronti del solo Ellis, con riferimento all'«associazione per delinquere finalizzata alla frode ai danni dell'industria musicale», mentre alcuni uploader venivano condannati a ore di lavoro socialmente utile. Ad iniziò 2010 si avviò alla conclusione il processo penale nei confronti di Ellis; nonostante il Pubblico Ministero Peter Makepeace lo dipinse come un criminale che lucrava più di "300mila sterline grazie a 21 milioni di download e 600mila album", il 15 gennaio Ellis venne prosciolto con formula piena.
Il presidente IFPI John Kennedy, che già aveva criticato la legislazione britannica per essere "da aggiornare", espresse enorme disappunto per il verdetto, dichiarando che l'industria "cercherà altre strade", probabilmente cioè valutando di procedere in sede civile.